# خوان كورنيخو
خوان كورنيخو (بالإسبانية: Juan Cornejo)‏ (27 فبراير 1990 بسانتياغو في تشيلي - ) هو لاعب كرة قدم تشيلي في مركزي الظهير والدفاع. شارك مع منتخب تشيلي لكرة القدم. أما مع النوادي، فقد لعب مع أوداكس إيتاليانو وديبورتيس ماجالانز.

## روابط خارجية
- خوان كورنيخو على موقع قاعدة بيانات كرة القدم.إي يو (الإنجليزية)
- خوان كورنيخو على موقع ناشيونال فوتبول تيمز (الإنجليزية)
- خوان كورنيخو على موقع Soccerway.com (الإنجليزية)
- خوان كورنيخو على موقع عالم كرة القدم.نت (الإنجليزية)
- خوان كورنيخو على موقع AS.com (الإسبانية)